# Арете
Арете́ (др.-греч. ἀρετή) — термин древнегреческой философии, означающий «добродетель», «воинская доблесть», «совершенство», «достоинство» или «превосходство» любого рода.
В своём самом раннем появлении в греческом языке это понятие было связано с понятием соответствия цели или функции, обозначая «собранность, слаженность, пригодность» всякой вещи или существа.
Применительно к человеку понятие арете принимает значение «доблести» и шире — добродетели: нравственного качества, присущего достойному человеку. Приобретение этого качества требует усилий: «Порок достигается легко, а овладеть арете трудно», — говорит Гесиод (Орр. 287). При этом первоначально арете воспринималось не только как состояние, требующее усилий для своего достижения, но и как «некое природное свойство благородного человека», доступное не всякому; это отразилось в однокоренном понятии «аристократия»: 

Корень слова тот же, что у ἄριστος, превосходной степени «прекрасного» и «превосходного», которая во множественном числе устойчиво употребляется для обозначения знати.
Однако уже софисты объявляют арете «дисциплиной, которой за скромную мзду можно обучить всякого так же, как грамоте, музыке и т. п.»; таким образом, происходит «демократизация» этого понятия, а «вместе с этим создаются предпосылки для его интеллектуализации, что делает арете центральной проблемой воспитания гражданина, а впоследствии — воспитания философа».
Содержание понятия арете было подробно разработано в концепциях Платона, Аристотеля и более поздних эллинистических философов.